# Lythrypnus phorellus
Lythrypnus phorellus är en fiskart som beskrevs av Böhlke och Robins, 1960. Lythrypnus phorellus ingår i släktet Lythrypnus och familjen smörbultsfiskar. Inga underarter finns listade i Catalogue of Life.